# Ла-Бастид (Вар)
Ла-Басти́д (фр. La Bastide) — коммуна на юго-востоке Франции в регионе Прованс — Альпы — Лазурный берег, департамент Вар, округ Драгиньян, кантон Флейоск.
Площадь коммуны — 11,76 км², население — 175 человек (2006) с тенденцией к росту: 200 человек (2012), плотность населения — 17,0 чел/км².

## Население
Население коммуны в 2011 году составляло — 202 человека, а в 2012 году — 200 человек.
| 1962 | 1968 | 1975 | 1982 | 1990 | 1999 | 2006 | 2008 | 2011 | 2012 |
| ---- | ---- | ---- | ---- | ---- | ---- | ---- | ---- | ---- | ---- |
| 76   | 84   | 130  | 115  | 136  | 122  | 175  | 190  | 202  | 200  |

Динамика населения:

## Экономика

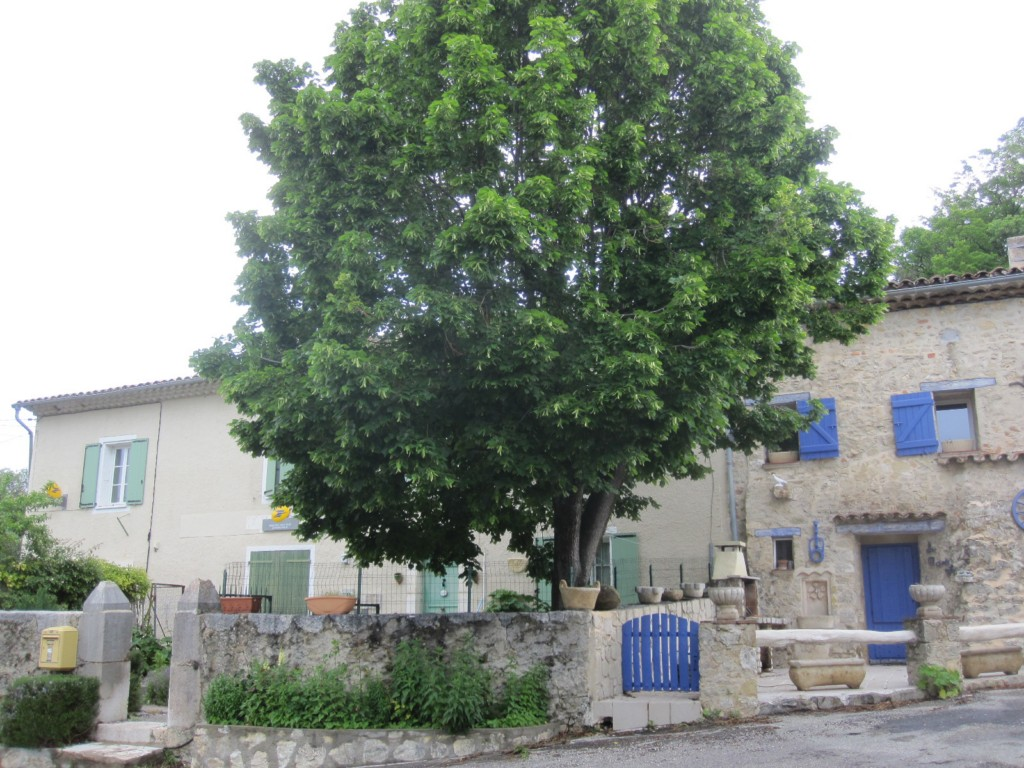
Почтовое отделение

В 2010 году из 139 человек трудоспособного возраста (от 15 до 64 лет) 95 были экономически активными, 44 — неактивными (показатель активности 68,3 %, в 1999 году — 66,7 %). Из 95 активных трудоспособных жителей работали 80 человек (41 мужчина и 39 женщин), 15 числились безработными (5 мужчин и 10 женщин). Среди 44 трудоспособных неактивных граждан 10 были учениками либо студентами, 23 — пенсионерами, а ещё 11 — были неактивны в силу других причин.
На протяжении 2010 года в коммуне числилось 81 облагаемое налогом домохозяйство, в котором проживало 167,0 человек. При этом медиана доходов составила 17 тысяч 812 евро на одного налогоплательщика.